# Rubia argyi
Rubia argyi är en måreväxtart som först beskrevs av Augustin Abel Hector Léveillé och Eugène Vaniot, och fick sitt nu gällande namn av Kanesuke Hara och Lucien André Andrew Lauener. Rubia argyi ingår i släktet krappar, och familjen måreväxter. Inga underarter finns listade i Catalogue of Life.